# Placetas
Placetas és una ciutat en la Província de Villa Clara en el centre de Cuba. Abans del canvi en el govern del país el 1959 la província era anomedada Las Villas. La ciutat és també coneguda com La Villa de los Laureles degut als seus arbres de llorer salvatges. Placetas és també un municipi, una de les 13 subdivisions de la província de Villa Clara. Centre geogràfic de Cuba, Guaracabulla, éstà localitzat en aquest municipi.
Placetas va ser fundat el 9 de setembre de 1861 principalment a causa de la indústria de producció del sucre. Avui dia, el seu producte principal és el tabac. La contribució principal a la seva fundació va venir de Jose Martinez-Fortun y Erles, un  Marques i coronel de l'Exèrcit espanyol.